# Lotnisko Krems-Langenlois
Lotnisko Krems-Langenlois (Flugplatz Krems-Langenlois) – lotnisko obsługujące Langenlois w Austrii (Dolna Austria).